# География на Древна Македония
Географията на Древна Македония е тема на историческата география за областта на Древна Македония с нейното географско понятие и граници. Географското понятие „Македония“ се мени непрекъснато в очите на древногръцките хроникьори и наблюдатели, още повече, че информацията за понятието и до днес е техен древен монопол по обективни причини (поради липса на други писмени исторически източници).

## Понятие
Към V век пр. Хр. под Македония се разбират три обособени дяла, като части от областта, а именно Горна Македония, Долна Македония и Източна Македония, като последната включва завоюваните от древномакедонските царе през VI и V век пр. Хр. тракийски области Мигдония, Крестония и Бизалтия.
Етнографията на така обособените древномакедонски земи не е окончателно изяснена и е предмет на съвременни междудържавни и политически спорове. Изследванията върху древномакедонския език и обичаи, показват етническа близост с траките и илирите, но и значително древногръцко влияние, предимно в културен план. Не се изключва и възможността за дорийски субстрат (един от етносите участвал във формирането на гръцката народност) в оформянето на древномакедонската народност. В подкрепа на последното се изтъква древногръцката митология. Установимо от последната, много от древномакедонските аристократични и царстващи родове имат общи митични прародители с тесалийските и морейските (пелопонеските) дорийци.
Основният поминък в Горна Македония е скотовъдството, а в Долна Македония населението се занимава и със земеделие. Древномакедонската аристокрация се наричат хетайри, т.е. приятели и сътрапезници на царя, формирайки тежковъоръжената древномакедонска конница, която има много общо с тесалийската конница.

## Политически граници
Древна Македония оформя своята държавност към VII–VI век пр. Хр. Първият известен древномакедонски владетел е Пердика I Македонски.
Древна Македония влиза в пряк политически контакт и сблъсък с Елада при Третата свещена война (356 – 346 г. пр. Хр.), чийто повод е спора за реликвите на Аполоновото светилище в Делфи. В общоелинската война се намесва Древна Македония, която налага волята си над цяла Елада. В резултат от тази намеса, в Елада с център Древна Атина възникват промакедонска партия и антимакедонска партия. Демостен излиза със своите „Филипики“. Демостен обвинява Филип II Македонски, че с действията си в Тракия и Пропонтида, последния цели да прекъсне снабдяването на Древна Атина с жито. Според Демостен, македонската тирания е не по-малко страшна и „варварска“ от персийската. По това време, Демостен мечтае за една нова „Атина на Перикъл“.
През 354 г. пр. Хр. Филип II Македонски е повикан на помощ от тирана на Фере, Ликофрон Ферейски – срещу силите на Фаил, брат на Ономарх. Способният фокидски пълководец, начело на 20-хилядна армия разбива в две поредни поражения древномакедонската армия и Тесалия минава под контрола на Фокида, формирайки всеобщото разбиране до днес за обхвата на Антична Тесалия. В отговор на това, Филип II Македонски събира нова армия и в нов поход разбива фокидските войски в битка на крокусово поле (шафранено поле), като в сражението загива и Ономарх. По този начин, цяла Антична Тесалия, до Термопилите, преминава под пряк древномакедонски контрол, след което бащата на Александър Велики организира военен поход срещу Одриското царство (влизайки в династичен съюз с Молоското царство в Античен Епир).
Етнографски, почти цял Античен Епир (без автономната Амбракия, съседна на теспротите-епироти) със Северна Тесалия до река Пеней влизали в границите на древномакедонската държава, което се отразило и политгеографски на обхвата на последвалата римска Македония. През 45 г. Македония става сенатска провинция с център Солун и границите ѝ са променени – освен Тесалия в нея влиза и Северен Епир с Адриатическото крайбрежие, а Беломорието източно от река Места е присъединено към провинция Тракия, образувана в същата тази 45 година.